# Partido Democrático Campesino de Alemania
El Partido Democrático Campesino de Alemania (DBD, del alemán Demokratische Bauernpartei Deutschlands) fue un partido político de la República Democrática Alemana. Tuvo un papel secundario en la vida política de la RDA y tras la reunificación de Alemania desapareció, tras integrarse en la CDU.

## Historia
Fundado el 29 de abril de 1948, tenía 52 representantes en la Cámara del Pueblo, como parte del Frente Nacional. El DBD participó en todos los gobiernos de la RDA, excepto el último. Su objetivo más importante era que cada uno de sus miembros contribuyera personalmente al fortalecimiento del socialismo y de la paz. Contribuyó de manera importante a la consolidación de la alianza de la clase obrera con los campesinos cooperativistas, a la aplicación del progreso científico-técnico en la agricultura y al aumento de la efectividad así como al desarrollo socialista continuado en el campo. El DBD contaba a finales de los años 80 con unos 117.000 afiliados.
Según algunas fuentes, el DBD fue un intento del Partido Socialista Unificado de Alemania (SED) para fundar un partido que debilitase la influencia de la CDU de la RDA y el Partido Liberal Democrático de Alemania en el medio rural estableciendo un partido leal al proceso de colectivización de la agricultura alemana oriental. Los cuadros dirigentes del DBD provinieron principalmente del SED. En las elecciones del 18 de marzo de 1990 el DBD obtuvo un 2,2% de los votos y 9 diputados al Volkskammer. Poco después, ante la reunificación alemana, se integró en la también reunificada Unión Demócrata Cristiana de Alemania.

## Resultados electorales
| Año                                               | # de votos   | % de votos | # de escaños obtenidos |
| ------------------------------------------------- | ------------ | ---------- | ---------------------- |
| Elecciones generales de Alemania Oriental de 1990 | 251 226 (#6) | 2,2        | 9/400                  |

## Contactos internacionales
El DBD tenía relaciones amistosas con otros partidos campesinos de los países del Bloque del Este. En concreto, tenía intensos contactos con el polaco Partido Popular Unido (Zjednoczone Stronnictwo Ludowe, ZSL) y la Unión Nacional Agraria Búlgara (Bǔlgarski Zemedelski Naroden Sǔyuz, BZNS). Además, también existieron contactos con algunas asociaciones de agricultores en la Alemania occidental.

## Presidentes del DBD
- Ernst Goldenbaum, 1948–1982
- Ernst Mecklenburg, 1982–1987
- Günther Maleuda, 1987–1990
- Ulrich Junghanns, 1990